# Claudia Weber (Hörspielautorin)
Claudia Weber (* 1976 in Karlsruhe) ist eine deutsche Hörspielautorin, -regisseurin und -produzentin.

## Leben
Claudia Weber studierte an der Universität Karlsruhe Musikwissenschaft und Literaturwissenschaft mit Parallelstudium Violine an der Karlsruher Musikhochschule. 2001 wurde ihr erstes selbst produziertes Hörspiel Schrottplatz mit dem Plopp-Award für freie Hörspielmacher ausgezeichnet.
Hörspiel- und Feature-Regie für die Sendeanstalten der ARD sowie weitere Auszeichnungen folgten.

## Nominierungen
- 2007 Nominierung im ARD-Wettbewerb Premiere im Netz („Amboss“)
- 2008 Nominierung im ARD-Wettbewerb Premiere im Netz („Psychopair“)
- 2009 Nominierung im ARD-Wettbewerb Premiere im Netz („Meyers Plan“)
- 2010 Nominierung im ARD-Wettbewerb Premiere im Netz („Escape“)
- 2011 Finalist im ORF/Ö1-Wettbewerb Track 5' („Escape“)
- 2012 Finalist im ORF/Ö1-Wettbewerb Track 5' („Aktion Kuckuck“)
- 2012 Nominierung im ARD-Wettbewerb Premiere im Netz („Drohnenschlacht“)
- 2015 Finalist beim 6. Berliner Hörspiel Festival („Die Titelgeschichte“)
- 2017 Finalist beim ORF/Ö1-Wettbewerb Track 5' („Letzte Karte erste Reihe“)
- 2017 Finalist beim 8. Berliner Hörspielfestival („Messer scharf“ und „Letzte Karte erste Reihe“)
- 2019 Finalist beim 10. Berliner Hörspielfestival („Ratte in Emaille an Orangensauce“)
- 2019 Finalist beim 10. Berliner Hörspielfestival („Wortvernichtung“)
- 2020 Finalist beim 11. Berliner Hörspielfestival („Brems-Etüde“)
- 2025 Preis der Deutschen Schallplattenkritik: Longlist Wortkunst 1/2025  („Sunny stirbt“, EIG 2024)[1]
- 2025 Finalist beim 16. Berliner Hörspielfestival ("wahr sagen", EIG 2025)

## Auszeichnungen
- 2001 Plopp-Award 2001 der ARD und der Akademie der darstellenden Künste Berlin (für „Schrottplatz“)
- 2007 Gewinner des WDR-Kurzhörspielwettbewerbs „Heimspiel“ auf 1LIVE (für „Schnöckemann“)
- 2007 Hörspielpreis „HörspielMühle Dresden“ (für „Holger. Beobachtung einer Veränderung“)
- 2017 3. Preis beim 8. Berliner Hörspielfestival („Letzte Karte erste Reihe“)
- 2020 3. Preis DokKa KurzDoku-Wettbewerb („Krise. Eine Tragödientheorie“)
- 2020 Sonderpreis der Schule für Dichtung (Wien) („Depron Aero, 3mm“)

## Hörspiele und Features
- 2001: Schrottplatz (Plopp!-Award 2001)
- 2002: Meobi
- 2003: 39’30’’ - Ein Stück, das man Leben nennt.
- 2003: Fasol präsentiert: Fred Friday und das Rätsel des MaxiBangBooster
- 2004: Flaxman
- 2004: Zweikampf. Auszüge aus dem Leben der Jenny L.
- 2005: Milch mit Honig. Hin und zurück
- 2005: Code zwei – Was dein Herz dir sagt. Ein Countdown
- 2006: Daheim (Co-Autor: Milan Pešl)
- 2006: Dinge, kurz vorm Verschwinden (Regie im Auftrag des SWR)
- 2006: Holger. Beobachtung einer Veränderung (Hörspielpreis Dresden)
- 2006: Life Records: Münzeinwurf
- 2006: Das Gesetz ist eine Harpune
- 2006: Wahn Wirklichkeit. Mein Besuch als Gast bei Verrückten
- 2007: Schnöckemann (Co-Autor: Milan Pešl; Kurzhörspielpreis WDR)
- 2007: Amboss (Co-Autor: Milan Pešl; nominiert zu Premiere im Netz 2007/ARD)
- 2007: Einöde (Co-Autor: Milan Pešl)
- 2008: Psychopair: Exit (Feature; nominiert zu Premiere im Netz 2008/ARD)
- 2008: Kurzhörspiele und Features für den SWR2 DOKUBLOG (Pseudonym Claire)
- 2009: Differenz: Null (im Auftrag des SWR)
- 2009: Meyers Plan (nominiert zu Premiere im Netz 2009/ARD)
- 2010: Und wenn ich nicht gestorben bin. 16 Versuche, alt zu werden (im Auftrag des SWR)
- 2010: Gold im Schneider (im Auftrag des SWR)
- 2010: Escape (nominiert zu Premiere im Netz 2010/ARD und Finalist im ORF/Ö1-Wettbewerb Track 5' 2011)
- 2011: Wir werden nicht groß (im Auftrag des SWR)
- 2011: Aktion Kuckuck. Spielanleitung für ein Würfelstück (Finalist im ORF/Ö1-Wettbewerb Track 5' 2012)
- 2012: Drohnenschlacht (nominiert zu Premiere im Netz 2012/ARD)
- 2013: Die Titelgeschichte (Deutschlandradio Kultur; Finalist beim 6. Berliner Hörspielfestival 2015)
- 2013: Der Kreiszieher (für den Verlag SCM R. Brockhaus)
- 2014: Der Schneekugelmacher (im Auftrag des SWR)
- 2017: Letzte Karte erste Reihe (3. Preis beim 8. Berliner Hörspielfestival)
- 2017: Messer scharf. Ein Zungenbrecher (Finalist beim 8. Berliner Hörspielfestival)
- 2017: Alexa (im Auftrag des SWR)
- 2018: Erlösung. Ein Making-of (Produktion des SWR)
- 2019: Ich, Dokument. Ein Stück Bühne (Autorenproduktion)
- 2019: Depron Aero, 3mm (Sonderpreis der Schule für Dichtung 2020, Wien)
- 2019: Karma, Küche, Bad - Stuttgart, Olgastraße 7c (Hörspielserie im Auftrag des SWR; Co-Autorin mit Alexandra Müller, Katrin Zipse und Tina Saum)
- 2020: Burn-In (Autorenproduktion)
- 2020: Fear of the dark (Kurzhörspiel EIG 2020)
- 2022: Fear of the dark. Oder: Die Offenbarung wird Produktplatzierungen enthalten (SWR 2022)
- 2023: The New Body. Eine große Show der letzten Tage (SWR 2023)
- 2024: Sunny stirbt (Autorenproduktion)
- 2025: REPEAT (SRF 2025, Co-Regie Mark Ginzler)

## Veröffentlichungen
- 2012: Escape in der CD-Compilation „pressplay 3. Die Anthologie der freien Hörspielszene“